# Culicoides hirtulus
Culicoides hirtulus är en tvåvingeart som först beskrevs av Daniel William Coquillett 1900.  Culicoides hirtulus ingår i släktet Culicoides och familjen svidknott. Inga underarter finns listade i Catalogue of Life.